# Žan Košir
Žan Košir (* 11. April 1984 in Kranj) ist ein slowenischer Snowboarder. Er trat für Slowenien bei den Olympischen Winterspielen 2010 in Vancouver und den Olympischen Winterspielen 2014 in Sotschi an.

## Werdegang
Bisher nahm Košir vier Mal an Snowboard-Weltmeisterschaften teil. Sein bisher bestes Ergebnis war ein vierter Platz im Parallel-Riesenslalom bei den Snowboard-Weltmeisterschaften 2013 im kanadischen Stoneham.
Bei den Olympischen Winterspielen 2010 erreichte Košir im Parallel-Riesenslalom den sechsten Platz. Vier Jahre später bei den Olympischen Winterspielen 2014 gewann er sowohl im Parallel-Slalom eine Silbermedaille als auch eine Bronzemedaille im Parallel-Riesenslalom.
Die folgende Saison 2014/2015 war seine erfolgreichste im Snowboard-Weltcup. Im Parallel-Slalom und im Parallel-Riesenslalom stand er in sieben von neun Rennen auf dem Podest. Damit konnte er sich in dem Jahr den Parallel-Weltcup Gesamtsieg sichern.

## Erfolge

### Olympia
- Vancouver 2010: 6. Parallel-Riesenslalom
- Sochi 2014: 2. Parallel-Slalom, 3. Parallel-Riesenslalom
- Pyeongchang 2018: 3. Parallel-Riesenslalom
- Peking 2022: 11. Parallel-Riesenslalom

### Weltmeisterschaften
- La Molina 2011: 6. Parallel-Riesenslalom, 10. Parallelslalom
- Stoneham 2013: 4. Parallel-Riesenslalom, 31. Parallelslalom
- Kreischberg 2015: 2. Parallel-Riesenslalom, 5. Parallelslalom
- Park City 2019: 5. Parallel-Riesenslalom, 10. Parallelslalom
- Rogla 2021: 19. Parallelslalom, 21. Parallel-Riesenslalom
- Bakuriani 2023: 10. Parallelslalom, 11. Parallel-Riesenslalom
- Engadin 2025: 14. Platz Parallel-Riesenslalom, 18. Platz Parallelslalom

### Snowboard-Weltcup
- 22 Podestplatzierungen, davon 7 Siege

| Nr. | Datum            | Ort            | Disziplin             |
| --- | ---------------- | -------------- | --------------------- |
| 1.  | 12. Januar 2013  | Bad Gastein    | Parallelslalom        |
| 2.  | 9. Januar 2015   | Bad Gastein    | Parallelslalom        |
| 3.  | 28. Februar 2015 | Asahikawa      | Parallel-Riesenslalom |
| 4.  | 1. März 2015     | Asahikawa      | Parallelslalom        |
| 5.  | 16. Februar 2019 | Pyeongchang    | Parallel-Riesenslalom |
| 6.  | 6. März 2021     | Rogla          | Parallel-Riesenslalom |
| 7.  | 15. Februar 2025 | Val Saint-Côme | Parallel-Riesenslalom |